# Calathea lasseriana
Calathea lasseriana är en strimbladsväxtart som beskrevs av Julian Alfred Steyermark. Calathea lasseriana ingår i släktet Calathea och familjen strimbladsväxter. Inga underarter finns listade.